# Trachinus pellegrini
Trachinus pellegrini є видом риб родини Trachinidae, ряду Perciformes. Поширені у східній Атлантиці вздовж берегів Африки від Сенегалу до Нігерії, Канарські острови та Кабо-Верде включно, також біля берегів Мавританії. Морська тропічна демерсальна риба, сягає 20 см довжиною.